# Ministerstvo hospodářství České republiky
Ministerstvo hospodářství České republiky bylo od října 1992 do listopadu 1996 ústředním orgánem státní správy České republiky. Působnost ministerstva poté přešla na ministerstvo školství, mládeže a tělovýchovy, ministerstvo průmyslu a obchodu, ministerstvo pro místní rozvoj, ministerstvo životního prostředí, Správu státních hmotných rezerv a na Úřad pro státní informační systém.

## Vývoj
V  září 1992 předložila vláda návrh, jenž počítal se vznikem ministerstva hospodářství, dopravy a spojů. Nakonec, díky pozměňovacím návrhům – např. poslance Ludvíka Motyčky, s  účinností od 31. října 1992 vzniklo ministerstvo hospodářství, na které přešla část agendy zanikajících ministerstev obchodu a cestovního ruchu a pro hospodářskou politiku a rozvoj.
Ministerstvo hospodářství bylo ústředním orgánem státní správy ve věcech malých a středních podniků, pro živnosti, cestovní ruch, profesní přípravu učňů na povolání, pro tvorbu jednotné surovinové politiky, využívání nerostného bohatství a geologický průzkum, pro regionální politiku, politiku bydlení, rozvoj domovního a bytového fondu a pro věci nájmu bytů a nebytových prostor, pro územní plánování a stavební řád, investiční politiku, rozvoj techniky a technologií, státní informační systém, technickou normalizaci, metrologii a státní zkušebnictví. Dále bylo ministerstvo ústředním orgánem státní správy pro silniční a městskou dopravu, dráhy zvláštního určení, pozemní komunikace, vnitrozemskou plavbu, vodní cesty a civilní letectví, s výjimkou letecké dopravy, pro pošty a telekomunikace s výjimkou správy kmitočtového spektra určeného pro rozhlasové a televizní vysílání, pro hospodářskou mobilizaci a hospodářská opatření potřebná pro zabezpečení obrany.
Již od prosince 1992 přešla působnost ve věcech silniční a městské dopravy, drah zvláštního určení, pozemních komunikací, vnitrozemské plavby, vodních cest a civilního letectví na ministerstvo dopravy. Od 1. ledna 1993 se působnost rozšířila i o podporu exportu.
V červenci 1996 byl připraven vládní návrh zákona, jenž počítal se zrušením ministerstva hospodářství a účelným rozdělením jeho dosavadní působnosti podle věcného zaměření mezi ministerstvo průmyslu a obchodu, ministerstvo školství, mládeže a tělovýchovy, Správu státních hmotných rezerv a nově zřizované ústřední orgány státní správy – ministerstvo pro rozvoj regionů, měst a obcí, ministerstvo dopravy a spojů a Úřad pro státní informační systém. S účinností od 1. listopadu 1996 dosavadní ministerstvo hospodářství zaniklo a jeho dosavadní působnost: 
- ve věcech telekomunikací a pošt přešla na ministerstvo dopravy a spojů,
- ve věcech profesní přípravy učňů na povolání přešla na ministerstvo školství, mládeže a tělovýchovy,
- ve věcech malých a středních podniků, s výjimkou regionální podpory podnikání, ve věcech živností, podpory exportu, tvorby jednotné surovinové politiky, využívání nerostného bohatství, rozvoje techniky a technologií, technické normalizace, metrologie a státního zkušebnictví přešla na ministerstvo průmyslu a obchodu,
- ve věcech regionální politiky, včetně regionální podpory podnikání, politiky bydlení, rozvoje domovního a bytového fondu a ve věcech nájmu bytů a nebytových prostor, územního plánování a stavebního řádu, investiční politiky a cestovního ruchu přešla na ministerstvo pro místní rozvoj,
- ve věcech geologického průzkumu přešla na ministerstvo životního prostředí,
- ve věcech hospodářské mobilizace a hospodářských opatření potřebných pro zabezpečení obrany přešla na Správu státních hmotných rezerv,
- ve věcech státního informačního systému přešla na Úřad pro státní informační systém.

## Ministři
Prvním ministrem hospodářství byl od 31. října 1992 Karel Dyba, který v předchozím období zastával funkci ministra pro hospodářskou politiku a rozvoj. Funkci zastával do 4. července 1996, kdy se stal ministrem Jaromír Schneider. Po zániku ministerstva hospodářství v listopadu 1996 zastával Schneider do 2. května 1997 funkci ministra pro místní rozvoj.

## Poznámka
1. ↑  Podle současné terminologie správního práva se jednalo o správní úřad.